# Placentálové
Placentálové (Placentalia nebo Eutheria) jsou největší skupinou savců, patřících do podtřídy živorodých. Termíny Placentalia a Eutheria jsou synonyma pouze pro recentní savce, obecně jsou však Eutheria širší skupinou, zahrnující vedle placentálů mnohé další vyhynulé linie.

## Charakteristika
Většina žijících savců (včetně člověka) patří právě mezi placentální savce, zbylé dvě skupiny představuje nadřád vačnatců patřící rovněž k podtřídě živorodých, a řád ptakořitních, patřící do podtřídy vejcorodých. V minulosti však existovaly ještě jiné, již vyhynulé skupiny savců. Hlavním znakem odlišujícím placentály od ostatních savců je výživa plodu pomocí placenty během těhotenství v děloze (výjimkou jsou vačnatci bandikuti, kteří mají primitivní placentu). Placentu mají pouze samice. Díky placentě, přes kterou je plod v průběhu vývoje vyživován, je mládě v době porodu mnohem lépe vyvinuté než novorozené mládě vačnatců. Placentálové ovládli zemi na všech kontinentech, kromě Austrálie, která se oddělila od ostatních kontinentů ještě před jejich rozšířením.
Eutheria je taxon představený Thomasem Henrym Huxlym v roce 1880, který obsahuje všechny placentální savce a nejbližší předchůdce placentálů (které známe pouze z fosilních záznamů). Jméno doslova znamená „pravé zvíře“. Nejbližšími žijícími příbuznými jsou vačnatci.

## Evoluce skupiny
Nejstarším známým druhem placentálního savce je nejspíš jurská Juramaia sinensis, pocházející z vrstev starých 160 milionů let.
Déle známá je Eomaia (doslova „pradávná matka“) z období spodní křídy, tedy o stáří přibližně 125 miliónů let. Zkamenělina byla nalezena v usazeninách jednoho čínského jezera. Bezpochyby patří mezi placentály, nicméně její boky jsou příliš úzké na to, aby mohla porodit plně vyvinuté mládě. To naznačuje, že u tohoto druhu hrála placenta ve vývoji mláďat jen malou roli. K rapidnímu vývoji placentálů došlo zejména v době před 66 miliony let, po velkém hromadném vymírání na konci křídy.
Fylogenomická data nicméně ukazují, že praví placentálové se patrně objevili až v křídové periodě, tedy před 145 až 66 miliony let. Placentálové pravděpodobně žili již v době existence posledních dinosaurů, jak ukazují například některé objevy na území současné Indie.